# Viktor Vasiljevič Talalihin
Viktor Vasiljevič Talalihin, sovjetski vojaški pilot in letalski as, heroj Sovjetske zveze, * 18. september 1918, † 27. oktober 1941, Podolsk (KIA). 
Talalihin je v svoji vojaški karieri dosegel 10 samostojnih in 1 skupno zračno zmago.

## Življenjepis
Med zimsko vojno je dosegel 3 samostojne zračne zmage, med drugo svetovno vojno pa 7 samostojnih in 1 skupno zračno zmago.
V slednji je bil pripadnik 177. lovskega letalskega polka.
Pokopan je na moskovskem pokopališču Novodeviči.

## Odlikovanja
- heroj Sovjetske zveze